# Tjievresjávrátje
Tjievresjávrátje är en sjö i Arvidsjaurs kommun i Lappland och ingår i Byskeälvens huvudavrinningsområde. Sjön har en area på 0,0842 kvadratkilometer och ligger 334,9 meter över havet.

## Delavrinningsområde
Tjievresjávrátje ingår i det delavrinningsområde (727076-167772) som SMHI kallar för Inloppet i Lobblet. Medelhöjden är 344 meter över havet och ytan är 8,27 kvadratkilometer. Räknas de 20 avrinningsområdena uppströms in blir den ackumulerade arean 237,15 kvadratkilometer. Kilisån (Sikån) som avvattnar avrinningsområdet har biflödesordning 2, vilket innebär att vattnet flödar genom totalt 2 vattendrag innan det når havet efter 125 kilometer. Avrinningsområdet består mestadels av skog (56 procent) och sankmarker (40 procent). Avrinningsområdet har 0,08 kvadratkilometer vattenytor vilket ger det en sjöprocent på 1 procent.